# آلتن‌دنوپ
آلتندوپه (به آلمانی: Altendonop) دهکده ای در شهرستان کرایس لیپه و در ایالت نوردراین-وستفالن آلمان است.